# Suore dell'umiltà di Maria

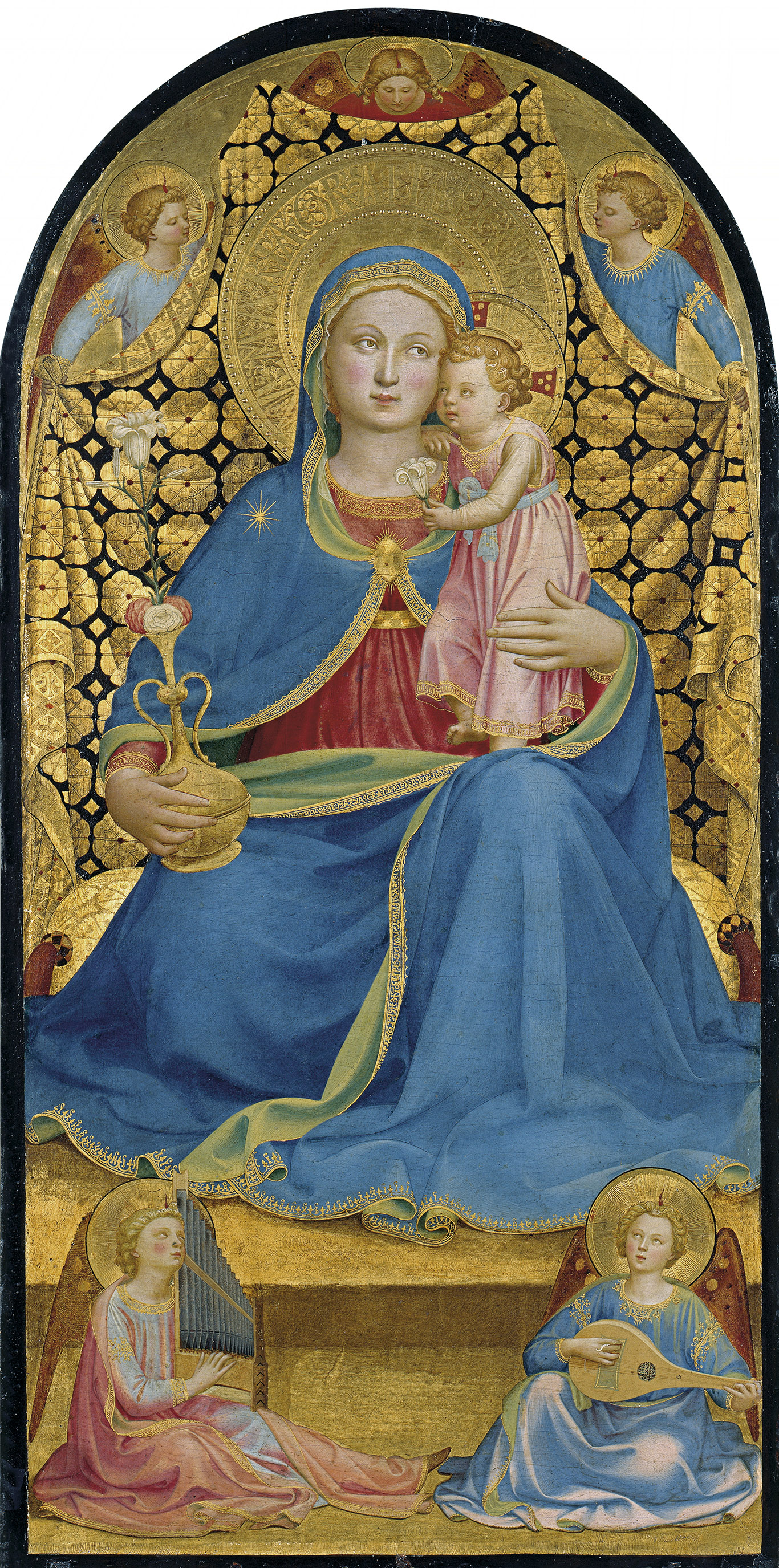
La Vergine dell'umiltà: dipinto del Beato Angelico

Le Suore dell'umiltà di Maria (in inglese Sisters of the Humility of Mary) sono un istituto religioso femminile di diritto pontificio: i membri di questa congregazione pospongono al loro nome la sigla H.M.

## Storia
La congregazione venne fondata nel 1854 a Dommartin-sous-Amance dal sacerdote Jean-Joseph Begel, assieme a Marie-Antoinette Potier, per l'istruzione dei bambini poveri nella scuola parrocchiale: Begel diede poi una regola alle insegnanti, basata su quella di sant'Agostino, approvata dal vescovo di Nancy, Alexis-Basile-Alexandre Menjaud, il 29 agosto 1858.
L'8 settembre 1858 le prime suore emisero la loro professione dei voti, dando inizio all'istituto. A causa dell'opposizione di Begel alla politica di Napoleone III, alle suore venne impedito di aprire scuole: per questo nel 1864 la comunità, che all'epoca contava undici suore, accolse l'invito del vescovo Louis Amadeus Rappe di Cleveland e trasferì negli Stati Uniti d'America.
La sede della congregazione venne stabilita nei pressi di New Bedford, in Pennsylvania, in un luogo ribattezzato Villa Maria. Nel 1943 le religiose aggiunsero alle loro finalità l'attività ospedaliera.
Dalla separazione delle case in Missouri dell'istituto sorse la congregazione delle Suore della Santa Umiltà della Beata Vergine Maria.

## Attività e diffusione
Le suore dell'Umiltà di Maria si dedicano all'educazione, all'assistenza ai malati, all'assistenza agli immigrati; operano anche in centri per ragazze madri e case per ritiri spirituali.
Sono presenti negli Stati Uniti d'America e ad Haiti; la sede generalizia è a Villa Maria, in Pennsylvania.
Al 31 dicembre 2008 la congregazione contava 181 religiose in 106 case.